# Патрик Вилсон
Патрик Вилсон (енгл. Patrick Wilson; 3. јул 1973) амерички је глумац.
Од 1996. наступио је у неколико позоришних представа на Бродвеју и два пута је био номинован за награду Тони у категорији Најбољи главни глумац у мјузиклу. Почетком 2000-их окренуо се филмској каријери, а најзначајније улоге остварио је у филмовима Фантом из опере, Горки слаткиш, Интимне ствари, Надзирачи, Астрална подмуклост и Призивање зла. Био је номинован за награду Златни глобус у категорији Најбољи споредни глумац у мини-серији или ТВ филму за улогу у серији Анђели у Америци.

## Филмографија
| Филмски пројекти      |                                          |               |                                    | |
| Година                | Српски назив                             | Изворни назив | Улога                              | Напомене |
| 2005                  | Горки слаткиш                            |               | Хејли Старк                        | |
| 2006                  | Интимне ствари                           |               | Бред Адамсон                       | |
| 2007                  | Предвечерје                              |               | Харис Арден                        | |
| 2009                  | Надзирачи                                |               | Данијел Драјберг / Нова Ноћна Сова | |
| 2010                  | Замена                                   |               | Роланд Нилсон                      | |
| 2010                  | Астрална подмуклост                      |               | Џош Ламберт                        | |
| 2012                  | Прометеј                                 |               | отац Елизабет Шо                   | |
| 2013                  | Призивање зла                            |               | Ед Ворен                           | |
| 2013                  | Астрална подмуклост 2                    |               | Џош Ламберт                        | |
| 2014                  | Анабела                                  |               | Ед Ворен                           | архивски снимци |
| 2015                  | Коштани томахавк                         |               | Артур О'двајер                     | |
| 2016                  | Бетмен против Супермена: Зора праведника |               | председник САД                     | |
| 2016                  | Призивање зла 2                          |               | Ед Ворен                           | |
| 2016                  | Оснивач                                  |               | Роли Смит                          | |
| 2018                  | Астрална подмуклост 4: Последњи кључ     |               | Џош Ламберт                        | камео улога |
| 2018                  | Опатица из пакла                         |               | Ед Ворен                           | архивски снимци |
| 2018                  | Аквамен                                  |               | Орм Маријус / Господар Океана      | |
| 2019                  | Анабела 3: Повратак кући                 |               | Ед Ворен                           | |
| 2021                  | Призивање зла 3: Ђаво ме је натерао      |               | Ед Ворен                           | |
| 2022                  | Месечев пад                              |               | Брајан Харпер                      | |
| 2023                  | Аквамен и изгубљено краљевство           |               | Орм Маријус / Господар Океана      | |
| Телевизијски пројекти |                                          |               |                                    | |
| 2003                  | Анђели у Америци                         |               | Џо Пит                             | мини-серија, 6 епизода номинација - Златни глобус за најбољег споредног глумца у серији, мини-серији или ТВ филму номинација - Еми за најбољег споредног глумца у мини-серији или ТВ филму |
| 2009                  | Амерички тата                            |               | Џим                                | глас, епизода Wife Insurance |
| 2015                  | Фарго                                    |               | Лу Солверсон                       | 10 епизода |